# Тук, Генри
Генри Скотт Тук (по-русски иногда ошибочно Генри Скотт Тьюк; англ. Henry Scott Tuke; 12 июня 1858, Йорк — 13 марта 1929, Фалмут) — английский художник-импрессионист, известный своими изображениями обнажённых мальчиков и подростков.

## Жизнь и творчество
Генри Тук родился в состоятельной семье квакеров. Отец Генри и его предки по отцовской линии вплоть до прапрадеда занимались лечением психически больных людей и их социальной адаптацией. В 1874 году семья Тука переехала в Лондон, где юноша поступил в Школу искусств Слейд. В Школе он познакомился с Томасом К. Готчем, ставшим его другом на всю жизнь. После окончания учёбы у Слейда, в 1880 году Тук совершил путешествие в Италию. С 1881 по 1883 год он жил в Париже.
Г. Тук стал известным благодаря своим многочисленным холстам, изображающим обнажённых подростков, что позволяет его причислить к одним из первых представителей гомосексуальной культуры в живописи. В Париже Тук познакомился с американским художником Дж. С. Сарджентом, также многократно писавшим обнажённую мужскую натуру (впрочем, эту сторону своего творчества тщательно скрывавшим). В 1880-е годы Тук встречался также с О. Уайльдом и другими известными гуманитариями, преимущественно гомосексуалами, воспевавшими в своих произведениях красоту мужского тела.
После возвращения в Англию художник жил в городке Ньюлин, где уже образовалась колония живописцев (так называемая «Ньюлинская школа»). Среди колонистов был также друг и соученик Тука Томас Готч, а также такие мастера, как Уолтер Лэнгли и Альберт Ш. Тайлер. В 1885 году Тук переехал в Фалмут, где купил рыбацкую шхуну и переоборудовал её в плавучую художественную мастерскую с жилыми помещениями. Теперь художник мог без помех посвятить себя любимой теме — изображению нагих подростков, как правило при купании, игре или рыбной ловле. Хотя эти произведения Тука отвечали в первую очередь вкусам гомосексуалов и позволяли предположить нетрадиционную сексуальную ориентацию самого живописца, не известно ни одного случая, чтобы Тук вступал в какие-либо близкие отношения со своими натурщиками, что в Великобритании того времени являлось уголовным преступлением (хотя дружеские отношения между ними поддерживались). В то же время продажа картин столь специфической тематики наталкивалась на известные трудности — охотно приобретали их лишь коллекционеры-гомосексуалы. Поэтому Генри Тук содержал также художественную мастерскую в Лондоне, где выполнял заказы по портретной живописи (один из наиболее его известных портретов — Лоуренса Аравийского).

## Галерея

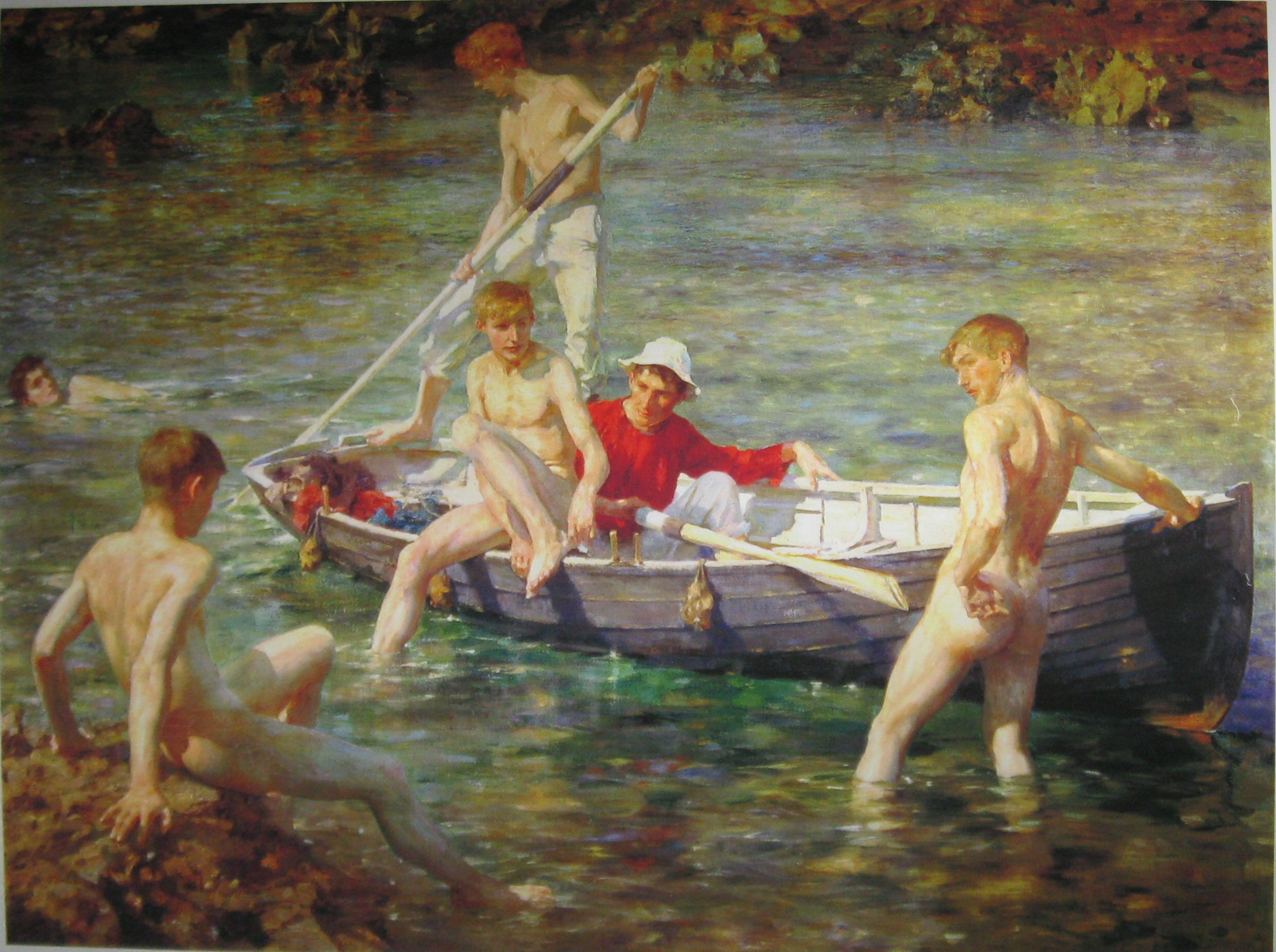
Рубин, золото и малахит
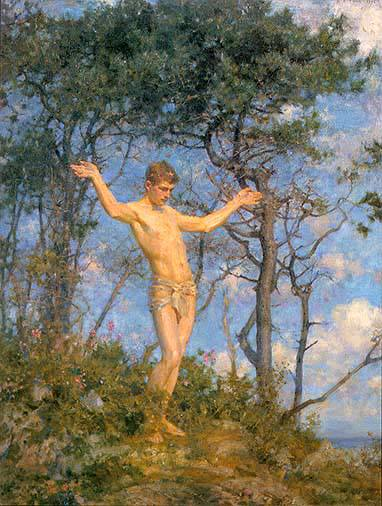
Под утренним солнцем
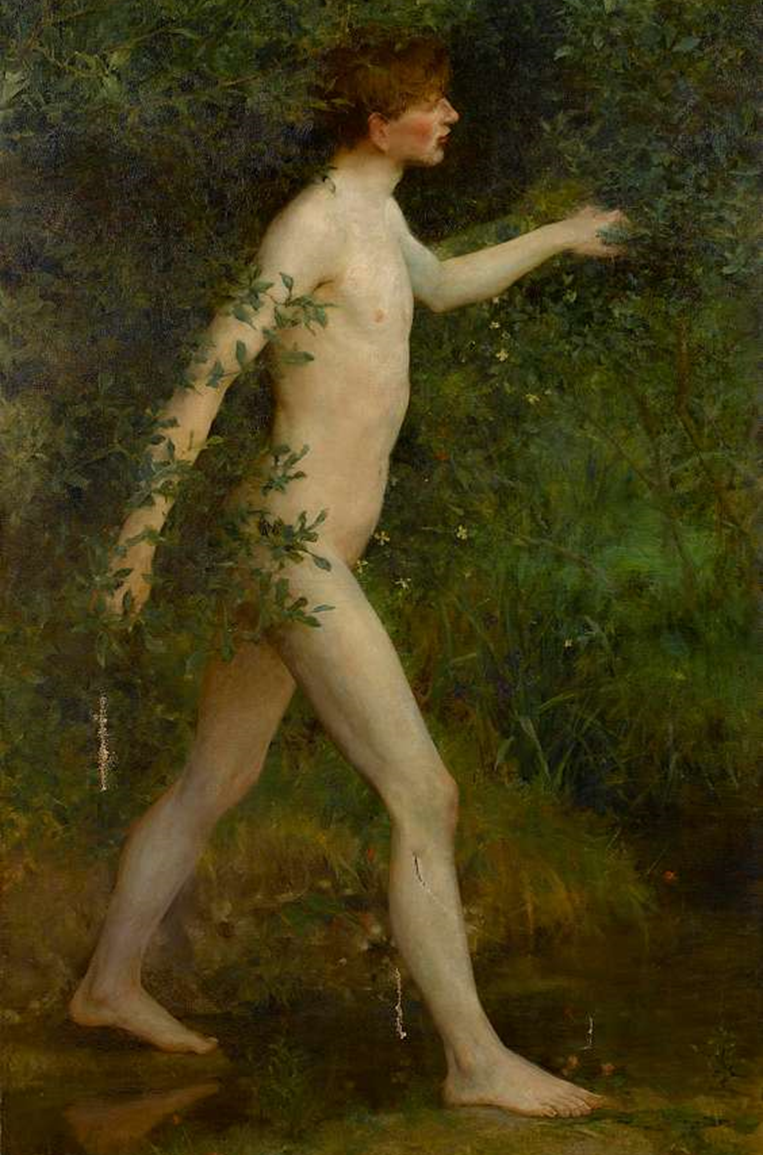
Лесной купальщик (1890)
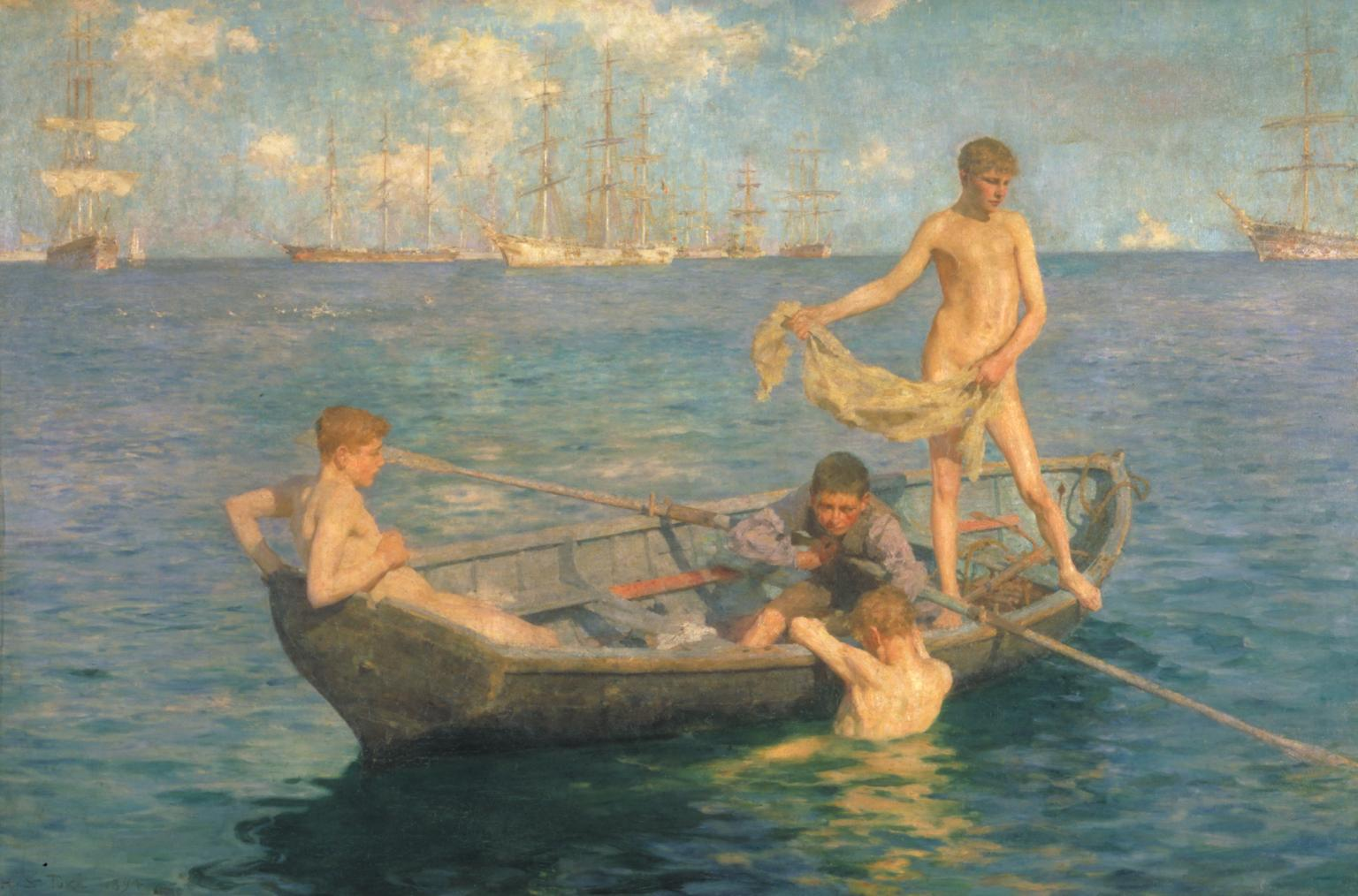
Августовская синева (1893)
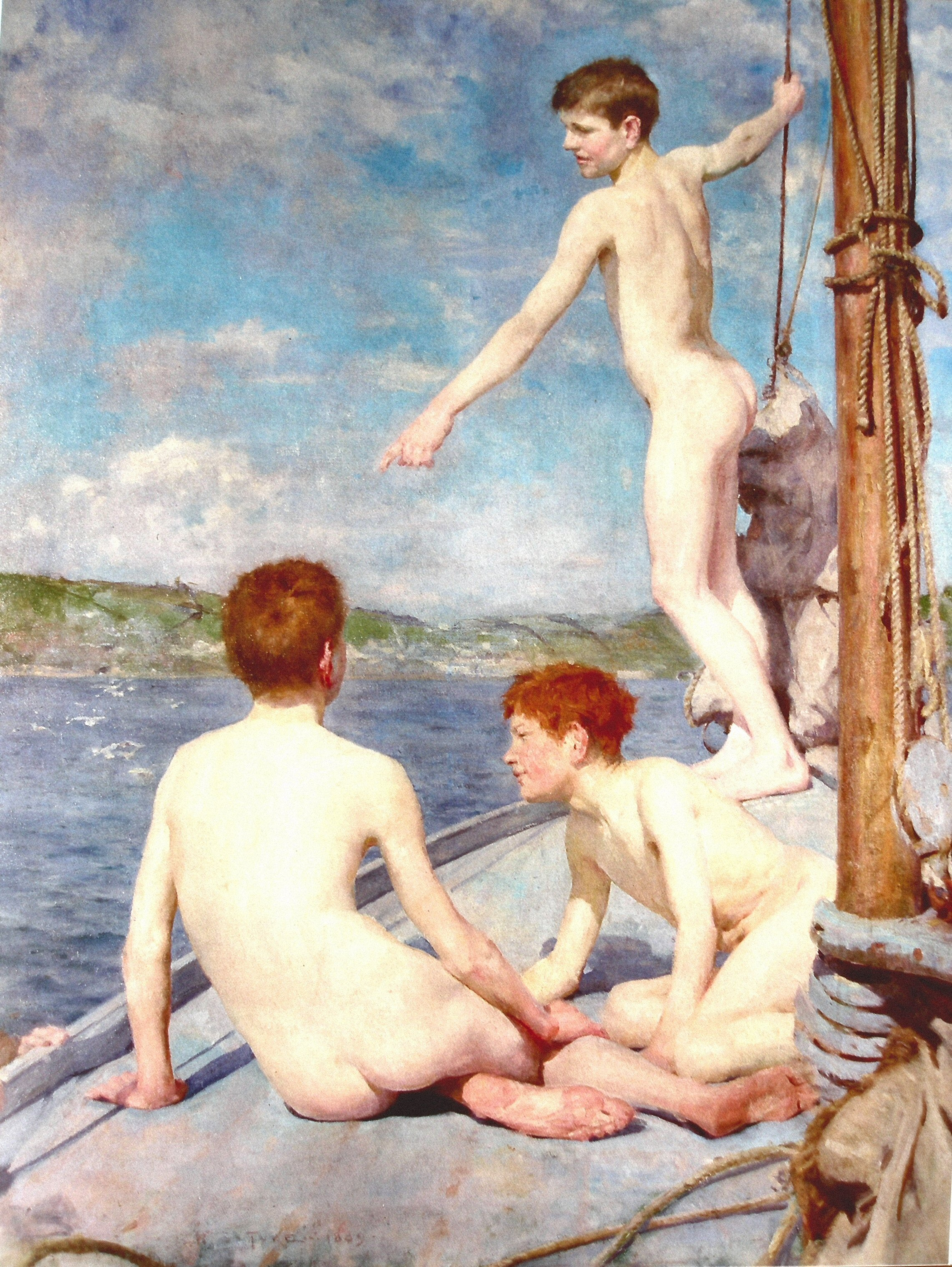
Купальщики
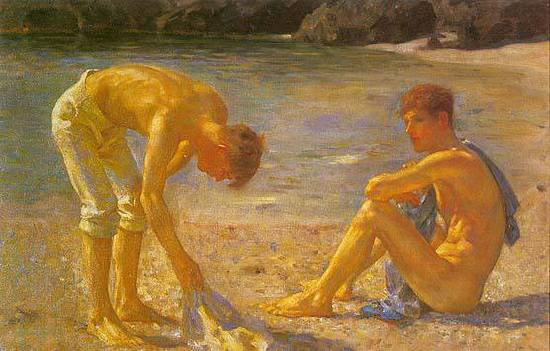
Аквамарин (1928-29)
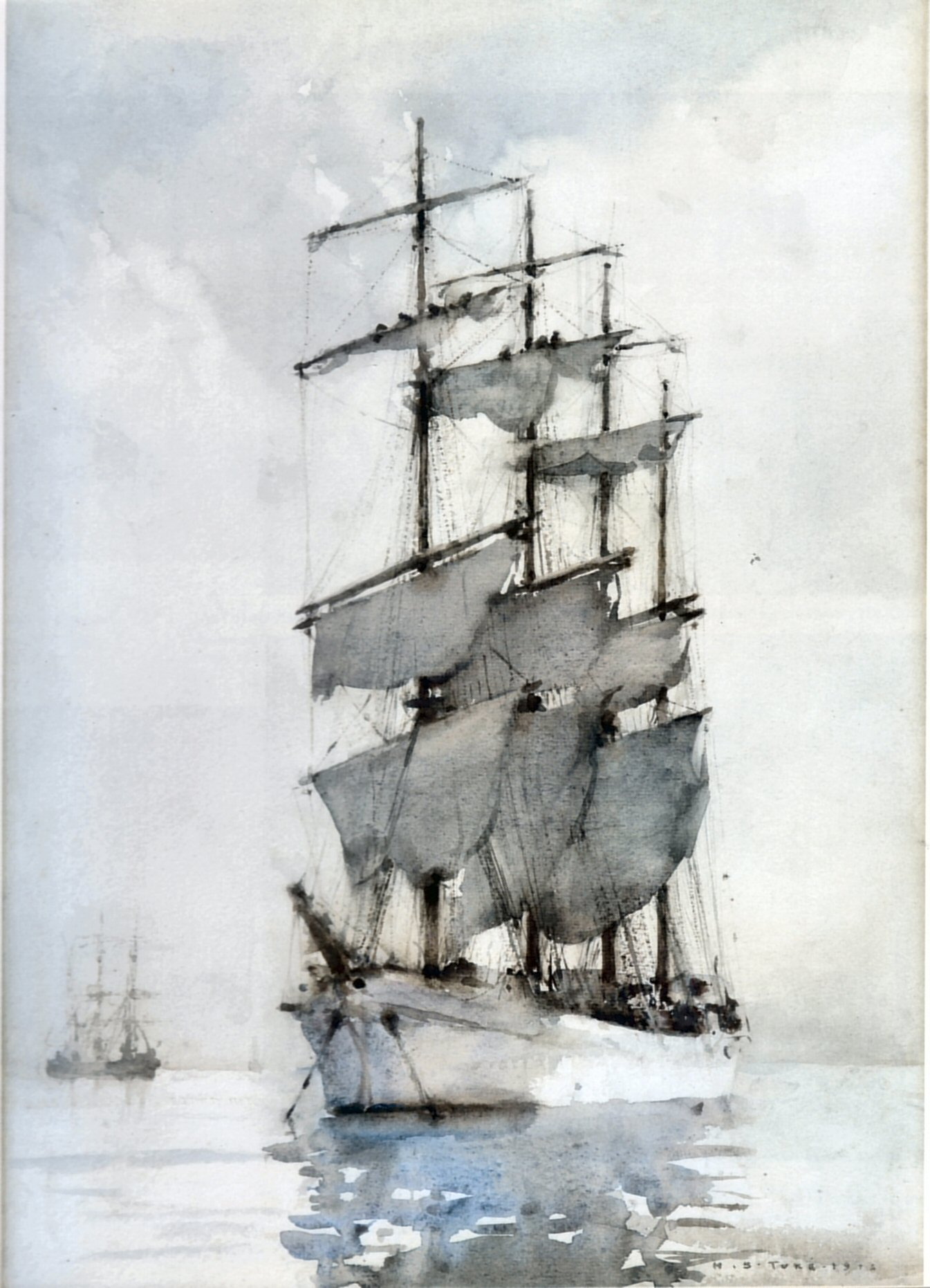
Четырёхмачтовый барк (1914)
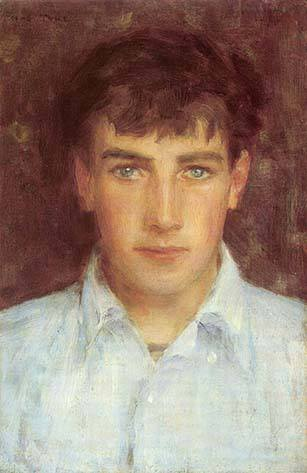
Портрет Джонни Джейкетта (1899)
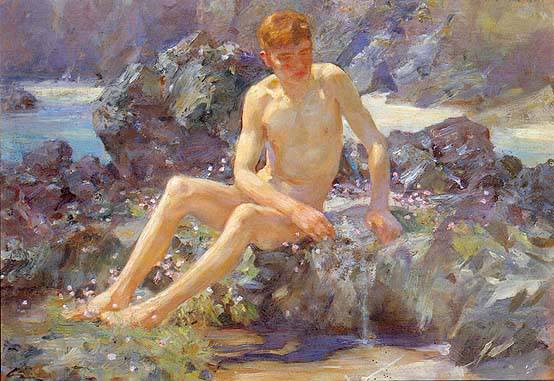
Ню на скалах (1917)
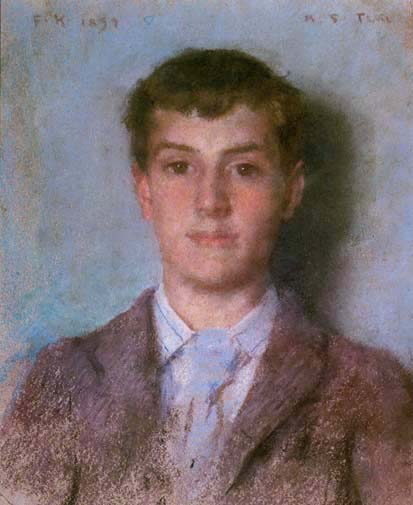
Портрет Фрэнка Хирда (1894)
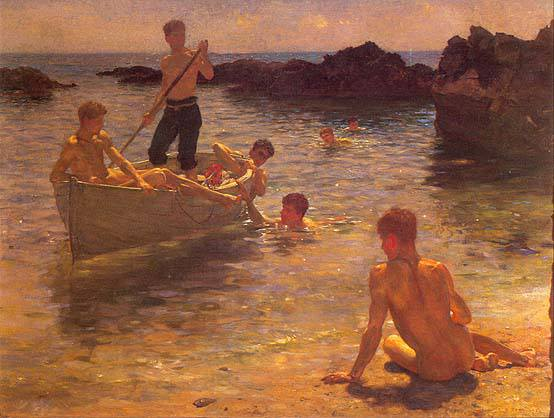
Прекрасное утро (1921)
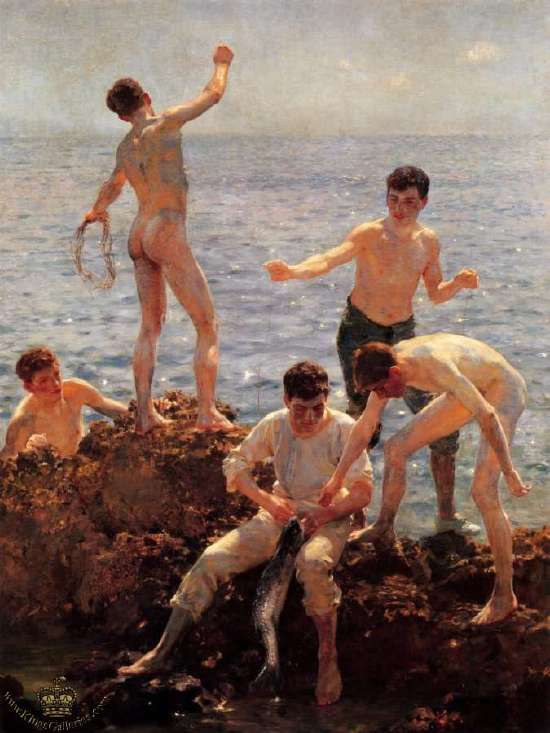
Любители солнца (1922)
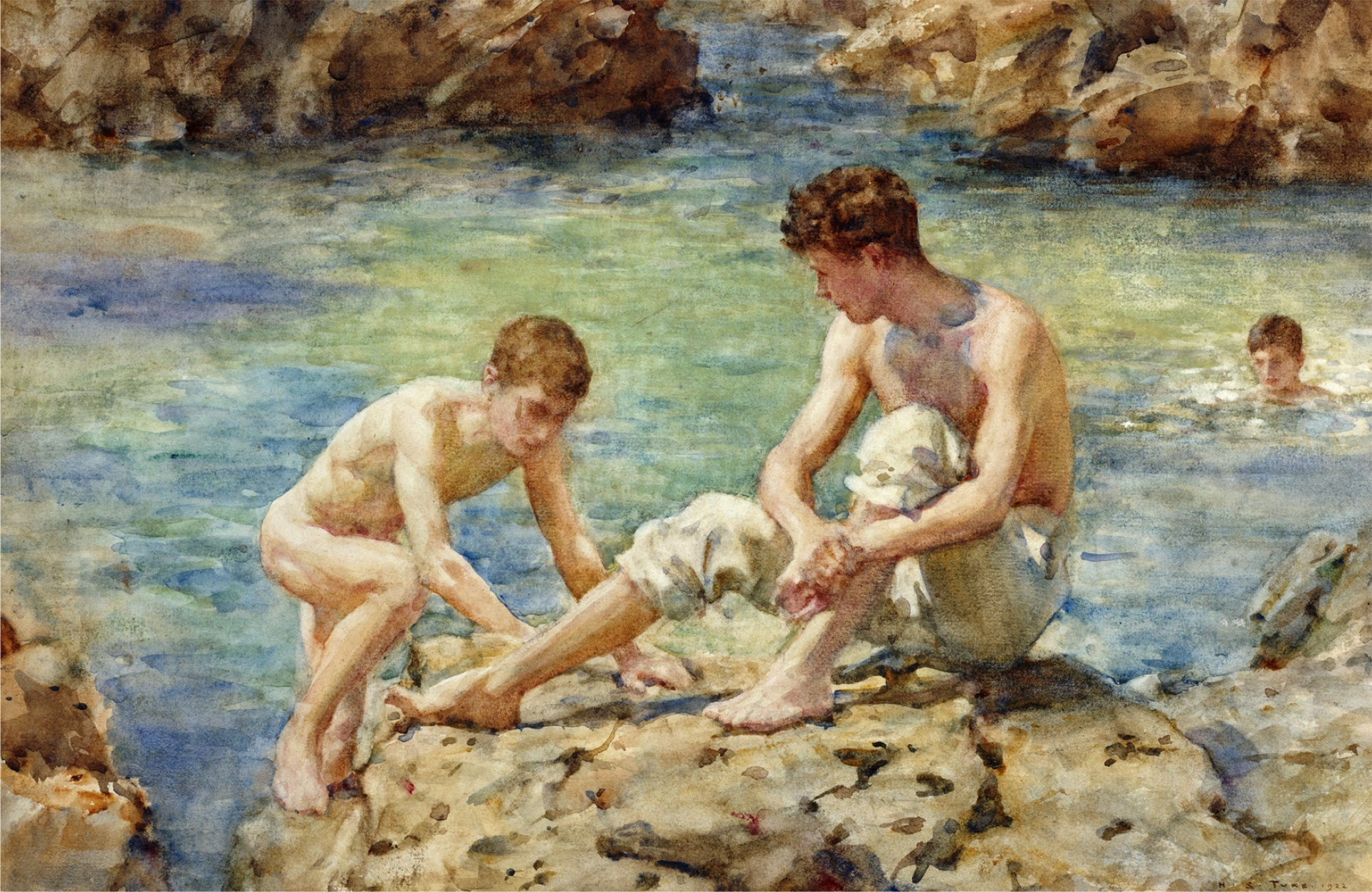
Купальщики (1922)
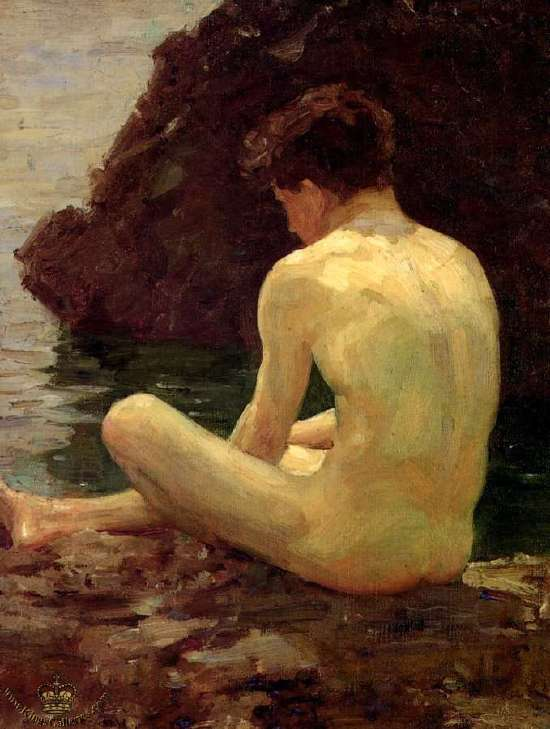
Июльское солнце (1913)
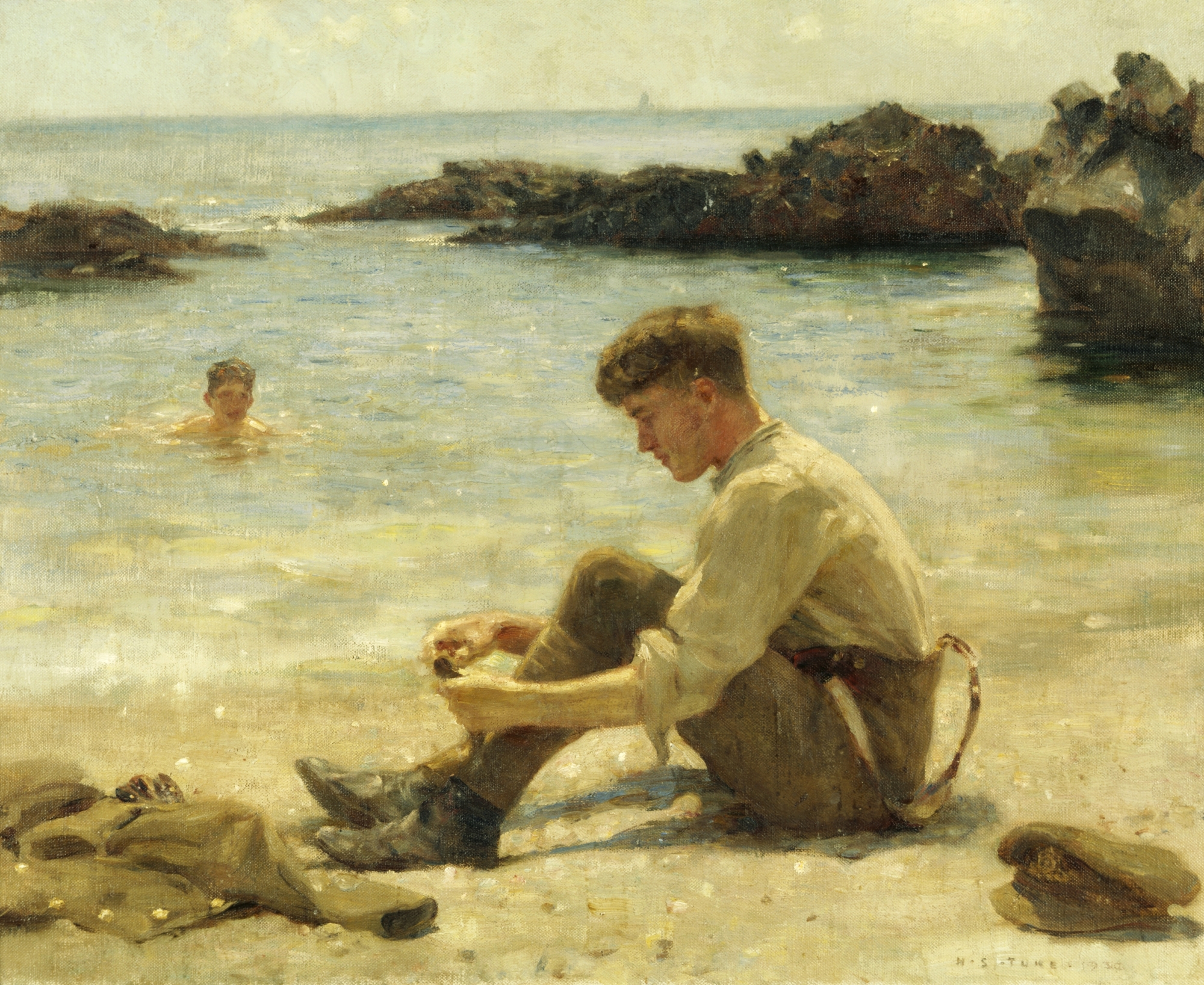
Кадет Т. Е. Лоуренс на пляже в Ньюпорте около Фалмута.
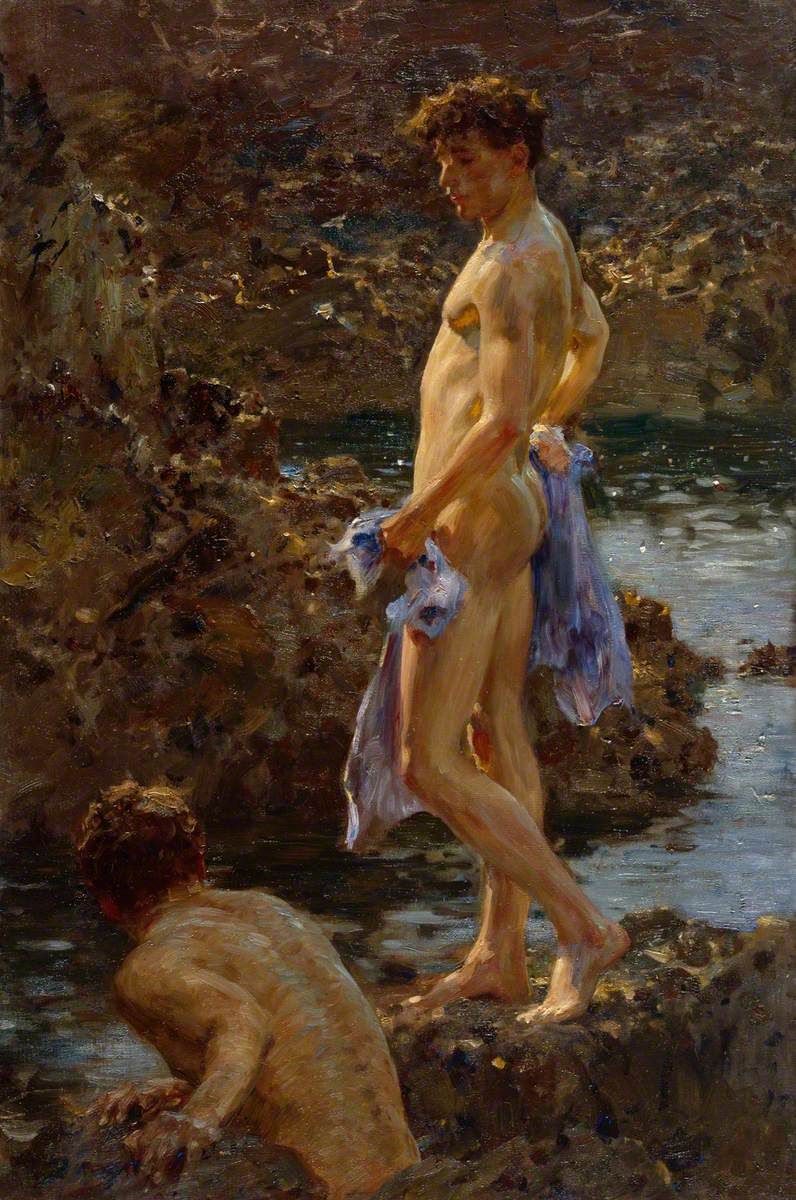
Купальщики (1914)